# Queen (álbum)
Queen es el primer álbum de estudio debut de la banda de rock Queen, publicado el 13 de julio de 1973 por EMI Records en el Reino Unido y por Elektra Records en los Estados Unidos. También es conocido como Queen I, en referencia del siguiente álbum Queen II. Fue grabado en los estudios Trident y en los estudios De Lane Lea en Londres, coproducido por Roy Thomas Baker, John Anthony y los miembros de la banda.
El álbum fue influenciado por el heavy metal y el rock progresivo. Las letras están basadas en una variedad de temas, incluyendo el folclore —«My Fairy King»— la fantasía — y el cristianismo —«Jesus»—. El vocalista principal Freddie Mercury escribió 5 de las 10 canciones, el guitarrista principal Brian May escribió 4 (incluyendo «Doing All Right», la cual fue compuesta junto con Tim Staffell, vocalista de Smile), y el baterista Roger Taylor escribió y canto «Modern Times Rock 'n' Roll». La canción de cierre del álbum es una versión instrumental corta de «Seven Seas of Rhye», cuya versión definitiva apareció en su segundo álbum de estudio, Queen II.
El 25 de octubre de 2024 el álbum se reeditó en formato de caja recopilatoria remezclada, remasterizada y con material adicional, titulada Queen I Collector's Edition.

## Antecedentes
Queen, que dio su primer concierto en julio de 1970, había estado tocando en clubes y circuitos universitarios en Londres y sus alrededores durante casi dos años cuando tuvieron la oportunidad de probar las nuevas instalaciones de grabación en De Lane Lea Studios. Armaron una cinta de demostración pulida de cinco canciones: «Keep Yourself Alive», «The Night Comes Down», «Great King Rat», «Jesus» y «Liar». El grupo envió su demo a varios sellos discográficos, pero solo recibió una oferta: una oferta baja de Charisma Records, que rechazaron porque, según su amigo Ken Testi, temían que «siempre jugarían un papel secundario frente a Genesis y esas otras bandas».
Los productores John Anthony y Roy Thomas Baker visitaron De Lane Lea mientras la banda grababa y quedaron impresionados por lo que vieron. Recomendaron Queen a Barry y Norman Sheffield, propietarios de Trident Studios. Los hermanos Sheffield hicieron arreglos para que Queen grabara en Trident; Sin embargo, debido a que el estudio era muy popular, Queen grabó principalmente durante el tiempo de inactividad del estudio, pero se le dio uso gratuito de todo después de que los artistas que pagaban se fueran, incluidas las últimas tecnologías y el equipo de producción. Trident también acordó supervisar los intereses de gestión, grabación y publicación del grupo mientras buscaban un contrato discográfico. Un día, mientras esperaba para usar el estudio, el productor Robin Geoffrey Cable, que estaba trabajando en una versión de «I Can Hear Music» y «Goin' Back», le pidió a Mercury que grabara las voces. Mercury reclutó a May y Taylor en las pistas, que se lanzaron en un sencillo con el nombre de Larry Lurex, una parodia de Gary Glitter.

## Grabación

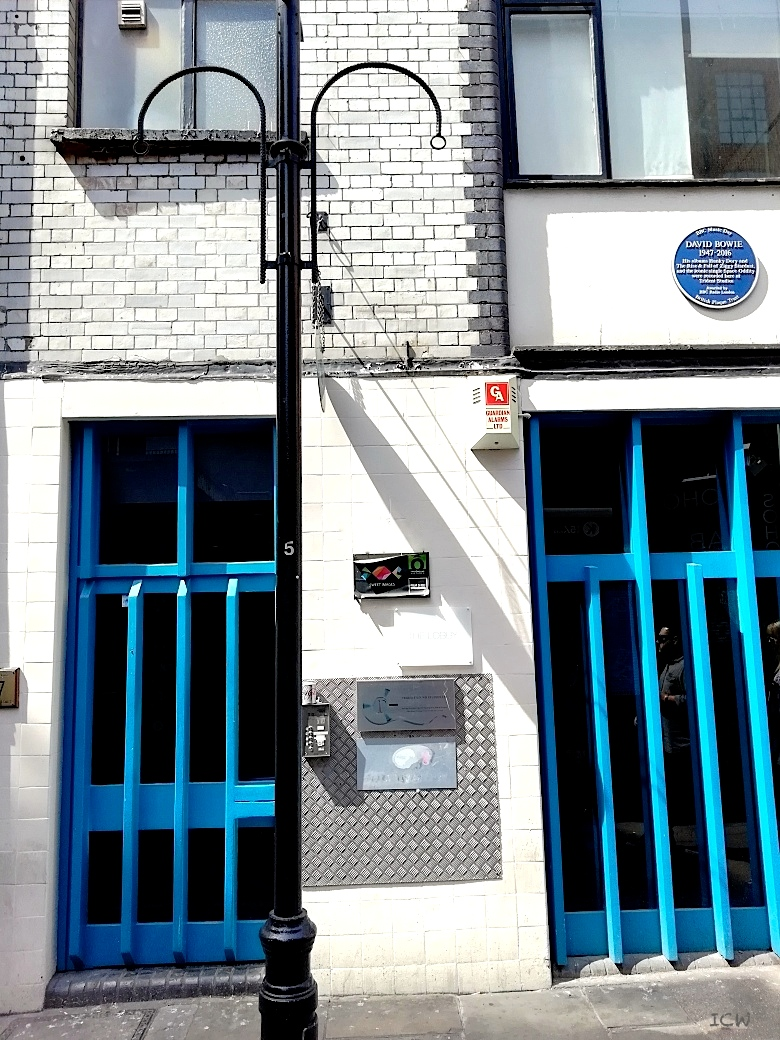
Los Trident Studios en 2018, donde el álbum fue grabado.

El proceso de grabación solo durante el tiempo de inactividad del estudio —a última hora de la tarde o durante la noche— duró desde junio hasta noviembre de 1972. Taylor recordó: «Podías ver a las chicas trabajadoras por la noche a través de sus cortinas de encaje, así que mientras mezclábamos, teníamos un poco de desvío». Las limitaciones de este arreglo llevaron a la banda a concentrarse en completar una pista a la vez, pero los problemas surgieron casi de inmediato. La banda había pensado muy bien en sus pistas de demostración de De Lane Lea, pero el productor Roy Thomas Baker les pidió que volvieran a grabar las canciones con un mejor equipo. «Keep Yourself Alive» fue la primera canción que se volvió a grabar y a Queen no le gustó el resultado. Lo grabaron de nuevo, pero ninguna mezcla cumplió con sus estándares. Después de siete u ocho intentos fallidos, el ingeniero Mike Stone intervino y su primer intento obtuvo la aprobación de Queen. Stone se quedaría como ingeniero y finalmente coproduciría sus próximos cinco álbumes. May comentó más tarde que «Entre Roy [Thomas Baker] y yo, estuvimos peleando todo el tiempo para encontrar un lugar donde tuviéramos la perfección pero también la realidad de la interpretación y el sonido».
Otra pista que resultó problemática fue «Mad the Swine», que sería la cuarta pista del álbum entre «Great King Rat» y «My Fairy King». Baker y Queen no estuvieron de acuerdo con el sonido de la batería y la percusión, y se dejó fuera del álbum. Resurgió en 1991, remezclado por David Richards, como cara B del sencillo en CD «Headlong» en el Reino Unido y en el relanzamiento del álbum por Hollywood Records.
Otras grabaciones de este período, como dos pistas de Smile —«Silver Salmon» y «Polar Bear»—, «Rock and Roll Medley» —un bis en vivo básico de la época— y la infame pista «Hangman» —cuya existencia fue negados oficialmente durante mucho tiempo, más allá de las grabaciones de conciertos en vivo—, han aparecido en forma de un disco de acetato de estudio.

## Canciones

### Visión general
La música en Queen ha sido descrita como hard rock, rock progresivo y heavy metal. El álbum mostró la influencia de bandas de rock contemporáneas como Led Zeppelin, Black Sabbath y Jethro Tull, mientras que las letras reflejaban «temas místicos de espadas y hechiceros» con «paisajes medievales». Michael Gallucci de Ultimate Classic Rock señaló que «principalmente Queen es un producto de su tiempo, que une el progreso, el metal e incluso un poco de música folclórica» y sintió que el álbum «hizo poco para separar al grupo de otros que exploraban un territorio similar a principios de ‘70». David Chiu de Medium opinó que las canciones de Mercury eran similares en estilo a las obras de J.R.R. Tolkien, mientras que las canciones de May «a veces también sonaban barrocas, aunque más introspectivas».

#### «Keep Yourself Alive»
Brian May escribió «Keep Yourself Alive» después de que se formara la banda pero antes de que John Deacon se uniera, como lo confirmó el exbajista Barry Mitchell —en una sesión no oficial de preguntas y respuestas celebrada en un foro en línea—. Según May en un especial de radio sobre su álbum de 1977, News of the World, él había escrito las letras pensando en ellas como irónicas e irónicas, pero su sentido cambió por completo cuando Freddie Mercury las cantó. Roger Taylor y May cantan el puente vocal de la canción.
Los antiguos bajistas y la propia banda recuerdan que Mercury podría haber ayudado en los arreglos musicales basándose en el hecho de que la banda estaba en un período más colaborativo en los días previos al estudio, y por lo general se salía con la suya con ideas estructurales. Si bien es muy posible que contribuyera con ideas a la canción —los tipos de modulación y la forma expandida se acercan más a su estilo que al de May—, incluso en ese caso, Mercury sería más un coarreglista que un coautor per se —como George Martin en las canciones de The Beatles—.

#### «Doing All Right»
«Doing All Right» fue escrita por May y Tim Staffell mientras estaban en Smile. Esta es una de las pocas canciones de Queen que presenta a May en el piano. También tocó su vieja guitarra acústica Hallfredh en esta pista y en pistas posteriores como «White Queen (As It Began)» y «Jealousy». La banda tocó esta canción ya en 1970, y fue notable como la primera canción de la banda que Mercury tocó en vivo en el piano. Staffell la cantó cuando era una canción de Smile, y Mercury trató de cantar de la misma manera cuando se convirtió en una canción de Queen.

#### «Great King Rat»
Esta canción, escrita por Mercury, es un ejemplo del sonido más antiguo de Queen, con composiciones largas y pesadas con largos solos de guitarra y repentinos cambios de tempo.

#### «My Fairy King»
«My Fairy King», escrita por Mercury, trata de Rhye, un mundo de fantasía que el creó y la cual está presente en otras canciones de Queen, particularmente en "Seven Seas of Rhye" y Lily Of The Valley. "My Fairy King" es la primera canción del álbum en presentar las habilidades en el piano de Mercury – quien quedó bastante impresionado por la interpretación de Mercury en la canción. A partir de este momento, Mercury manejó la mayoría de las partes de piano de Queen.
Mercury nació como Farrokh "Freddie" Bulsara, pero el verso  "Mother Mercury, look what they've done to me" inspiró a cambiar su nombre. May dijo que después de que el verso haya sido escrito, Freddie afirmó que estaba cantando sobre su propia madre. Posteriormente, Freddie Bulsara tomó el nombre artístico de Freddie Mercury.

#### "Liar"
"Liar" fue escrita por Mercury en 1970 mientras el todavía era conocido como Farrokh "Freddie" Bulsara, y antes de que Deacon se uniera a la banda el año siguiente. Es una de las canciones más pesadas de la banda. Como se menciona en la transcripción de las partituras de EMI Music Publishing, Off the Record, esta es una de las pocas canciones en presentar un órgano Hammond. Para la Magic Tour, fue acortada a la sección de guitarra de apertura como una transición a "Tear It Up".

#### "The Night Comes Down"
May escribió la canción poco después de la creación de la banda en 1970, siguiendo la desintegración de Smile. Fue grabada en los estudios De Lane Lea en diciembre de 1971, cuando la banda fue contratada para probar los nuevos equipos del estudio a cambio de que se les permitiera grabar demos adecuados para su intento de encontrar un sello. El acuerdo fue mutuamente beneficioso y Queen aprovechó al máximo el equipo de última generación para grabar cinco de sus pistas.
La canción sigue en lo que se convertiría en temas características de May, tales como coming-of-age, nostalgia sobre la pérdida de la infancia en el pasado, y las dificultades de la vida como adulto. También hay lo que podía hacer una referencia ambigua a "Lucy in the Sky with Diamonds", con el verso: "When I was young it came to me; And I could see the sun breaking; Lucy was high and so was I; Dazzling, holding the world inside".

#### "Modern Times Rock 'n' Roll"
La canción fue escrita y cantada por Taylor, la cual fue regrabada en dos ocasiones para la BBC. La primera data de diciembre de 1973 y fue transmitida en el programa de John Peel. Está versión fue finalmente publicada en el álbum de 1989, At the Beeb, y suena muy similar a la versión del álbum. La segunda data de febrero de 1974 y fue transmitida por primera vez en el programa de Bob Harris. Está versión sólo estuvo disponible en álbumes no oficiales hasta el lanzamiento de On Air.

#### "Son and Daughter"
"Son and Daughter" fue escrita por May y publicado como lado B del lanzamiento de sencillo de "Keep Yourself Alive". La canción fue interpretada en los primeros conciertos de la banda bajo el nombre de Queen en 1970. La canción originalmente albergaba un famoso solo de guitarra. La versión del álbum de esta canción no presentaba dicho solo. El solo no sería grabado adecuadamente hasta 1974, con "Brighton Rock" del álbum Sheer Heart Attack.

#### "Jesus"
Las letras cuentan parte de la historia de Jesús de Nazareth. Mercury, a quien se le atribuye la composición de la canción, fue un parsi zoroastrista. Debido a los efectos creados por la guitarra de May, la Red Special, entre otras cosas, muchos de los primeros seguidores de Queen vieron a la banda como un grupo de rock psicodélico.

#### "Seven Seas of Rhye..."
"Seven Seas of Rhye" fue escrita por Mercury, la cual se convertiría en el primer sencillo exitoso de la banda. En este álbum es sólo una pequeña pieza instrumental para finalizar el álbum. La versión definitiva de la canción fue completada por Mercury en su siguiente álbum, Queen II.

## Lanzamiento y recepción
A pesar de que el álbum se completó en noviembre de 1972, Trident Studios pasó meses tratando de conseguir una compañía discográfica para publicarlo. Después de 8 meses de búsqueda infructuosa, ellos tomaron la iniciativa y lo publicaron ellos mismos en un acuerdo con EMI Records el 12 de julio de 1973. Durante este tiempo, Queen había comenzado a escribir material para su próximo álbum, pero estaban desanimados por el retraso del álbum. El primer sencillo, "Keep Yourself Alive" fue publicado una semana antes del álbum, junto con "Son and Daughter" como lado B el 6 de julio de 1973.
Elektra Records publicó "Liar" el 14 de febrero de 1974, con "Doing All Right" como lado B. Más tarde, Elektra reeditó la versión editada de "Keep Yourself Alive" en julio de 1975, esta vez con un doble lado B ("Lily of the Valley" y "God Save the Queen").

## Lista de canciones
Todas las Canciones están Cantadas por Freddie Mercury Excepto Modern Times Rock 'n' Roll (por Roger Taylor) y Seven Seas of Rhye... es Instrumental
| Lado uno |                       |                   |          |  |
| N.º      | Título                | Escritor(es)      | Duración |  |
| 1.       | «Keep Yourself Alive» | Brian May         | 3:47     |  |
| 2.       | «Doing All Right»     | May, Tim Staffell | 4:09     |  |
| 3.       | «Great King Rat»      | Freddie Mercury   | 5:42     |  |
| 4.       | «My Fairy King»       | Mercury           | 4:08     |  |
| 17:46    |                       |                   |          |  |

| Lado dos |                              |              |          |  |
| N.º      | Título                       | Escritor(es) | Duración |  |
| 1.       | «Liar»                       | Mercury      | 6:23     |  |
| 2.       | «The Night Comes Down»       | May          | 4:23     |  |
| 3.       | «Modern Times Rock 'n' Roll» | Roger Taylor | 1:48     |  |
| 4.       | «Son and Daughter»           | May          | 3:19     |  |
| 5.       | «Jesus»                      | Mercury      | 3:44     |  |
| 6.       | «Seven Seas of Rhye...»      | Mercury      | 1:16     |  |
| 20:53    |                              |              |          |  |

| Bonus tracks (1991 Hollywood Records reissue) |                                           |                 |          |  |
| N.º                                           | Título                                    | Escritor(es)    | Duración |  |
| 11.                                           | «Mad the Swine» (previously unreleased)   | Freddie Mercury | 3:22     |  |
| 12.                                           | «Keep Yourself Alive» (long lost re-take) | Brian May       | 4:04     |  |
| 13.                                           | «Liar» (1991 bonus remix)                 | Mercury         | 6:26     |  |
| 52:31                                         |                                           |                 |          |  |

| Disc 2: Bonus EP (2011 Universal Music reissue) |                                                          |                 |          |  |
| N.º                                             | Título                                                   | Escritor(es)    | Duración |  |
| 1.                                              | «Keep Yourself Alive» (De Lane Lea demo, december 1971)  | Brian May       | 3:50     |  |
| 2.                                              | «The Night Comes Down» (De Lane Lea demo, december 1971) | May             | 4:22     |  |
| 3.                                              | «Great King Rat» (De Lane Lea demo, december 1971)       | Freddie Mercury | 6:07     |  |
| 4.                                              | «Jesus» (De Lane Lea demo, december 1971)                | Mercury         | 5:04     |  |
| 5.                                              | «Liar» (De Lane Lea demo, december 1971)                 | Mercury         | 7:52     |  |
| 6.                                              | «Mad the Swine» (june 1972)                              | Mercury         | 3:22     |  |
| 30:37                                           |                                                          |                 |          |  |

## Reedicion Box set 2024
El 11 de septiembre de 2024, Queen anunció que su álbum debut había sido remezclado, remasterizado y ampliado en un Box de 6CD + 1LP titulada Queen I Collector's Edition, que se lanzará el 25 de octubre. Esta expansión contiene 63 pistas con 43 mezclas nuevas, que comprenden el álbum con el orden de ejecución previsto restaurado, audio íntimo de Queen en el estudio, tomas alternativas, demos, rarezas en vivo y grabaciones en vivo nunca antes escuchadas. Esta es también la primera vez que un álbum de Queen recibe una nueva mezcla estéreo. Un libro de 108 páginas que contiene letras escritas a mano y recuerdos acompaña el lanzamiento.
El primer sencillo del box, es la mezcla de 2024 de "The Night Comes Down", se publicó junto con el anuncio el 11 de septiembre, con un video musical oficial que se estrenó en YouTube el 13 de septiembre, que recibió algunas reacciones negativas debido a la corrección de tono de la voz de Mercury y el uso de inteligencia artificial para generar el video. El 11 de octubre, la nueva mezcla de "Modern Times Rock 'n' Roll" fue lanzada como sencillo digital. El 25 de octubre se lanzó una edición especial reeditada y restaurada del video promocional "Keep Yourself Alive" junto con el box.
La nueva mezcla de 2024 incluye "Mad the Swine", reincorporada como la cuarta canción del álbum entre "Great King Rat" y "My Fairy King". El material inédito incluye versiones en vivo de la canción "Jesus", la primera vez que se escucha una versión en vivo de esta canción, y una versión del estándar de blues escrito por Bo Diddley "I'm a Man", ambos del segundo concierto de Queen en Londres en el Imperial College el 23 de agosto de 1970, también la primera actuación del bajista Barry Mitchell con la banda. El box también incluye el primer lanzamiento oficial de la canción "Hangman" en una versión en vivo del concierto de Queen en el San Diego Sports Arena el 12 de marzo de 1976, en una de sus últimas presentaciones en vivo. Queen dice que no existe una versión de estudio, pero la canción se interpretó en vivo esporádicamente desde 1970 hasta la gira japonesa A Night at the Opera en 1976.

### Lista de canciones
Todas las voces principales por Mercury a menos que se indique lo contrario.

#### Vinilo
| Lado uno: Queen I - 2024 Mix |                       |                   |          |  |
| N.º                          | Título                | Escritor(es)      | Duración |  |
| 1.                           | «Keep Yourself Alive» | Brian May         | 3:45     |  |
| 2.                           | «Doing All Right»     | May, Tim Staffell | 4:10     |  |
| 3.                           | «Great King Rat»      | Freddie Mercury   | 5:45     |  |
| 4.                           | «Mad the Swine»       | Mercury           | 3:20     |  |
| 5.                           | «My Fairy King»       | Mercury           | 4:11     |  |
| 20:31                        |                       |                   |          |  |

| Lado dos |                              |              |          |  |
| N.º      | Título                       | Escritor(es) | Duración |  |
| 1.       | «Liar»                       | Mercury      | 6:26     |  |
| 2.       | «The Night Comes Down»       | May          | 4:21     |  |
| 3.       | «Modern Times Rock 'n' Roll» | Roger Taylor | 1:48     |  |
| 4.       | «Son and Daughter»           | May          | 3:23     |  |
| 5.       | «Jesus»                      | Mercury      | 3:42     |  |
| 6.       | «Seven Seas of Rhye...»      | Mercury      | 1:19     |  |
| 20:53    |                              |              |          |  |

| N.º | Título | Escritor(es) | Duración |  |

## Comentarios
There are a lot of things on the first album I don't like, though, for example the drum sound. There are parts of it which may sound contrived but it is very varied and it has lots of energy... but then I think one of the best albums last year was the "Mott" album and that had loads of inconsistencies and rough bits.
Hay un montón de cosas en el primer álbum que no me gustan. Por ejemplo, el sonido de la batería. Hay partes que pueden sonar demasiado artificiales, partes demasiado variantes y con demasiada energía. Sin embargo creo que uno de los mejores álbumes del año pasado fue el de Mott, que está lleno de incoherencias y partes brutas.
Roger Taylor

And quite a lot of the songs on that first album were songs that we had had for a long while, and songs that we just used to play together, songs like Keep Yourself Alive, Liar, Great King Rat, and other numbers. They're songs that we just used to play. And we just went in and recorded them. And there were one or two numbers on that first album which were more sort of that first sort of sign of getting interested in doing things in the studio. My Fairy King was a number Freddie wrote when we only wrote while we were in the studio and it was built up in the studio. Whereas, you know as I said, there's other numbers where essentially live songs, basically just the track and then just a few... backing vocals and guitar solos over the top and that was it.
Y bastantes canciones de ese primer álbum eran canciones que habíamos tocado por mucho tiempo, y canciones que acabábamos de empezar a tocar juntos, canciones como «Mantente vivo», «Mentiroso», «El gran rey rata», y otras. Son canciones que acabábamos de empezar a tocar. Y fuimos y las grabamos. Y había una o dos canciones en el primer álbum que fueron más como para interesarnos en hacer las cosas en el estudio. «Mi rey de las hadas» fue una canción que escribió Freddie cuando solo escribíamos mientras estábamos en el estudio y que fue construido en el estudio. Considerando que, ya sabes, como he dicho, otras canciones eran esencialmente tocadas en vivo, básicamente, solo la pista y luego unos pocos detalles... las voces de acompañamiento y unos solos de guitarra por encima y eso fue todo.
John Deacon

We like some of the stuff on it, but we sometimes fell into the trap of over-arrangement. You know, the songs changed over the years and some of them probably evolved too much. You can get so far into something that you forget what the song originally was. On a personal level, it was frustrating for me to take so long to get to this point. I wanted to record things with, for instance, tape echoes and multiple guitars five years ago. Now I've finally done it, but in the meantime so have other people! Which is a bit disappointing. But you have to get away from the idea that playing music is a competition. You should just keep on doing what you think is an interesting thing to do.
Nos gustan algunas de las cosas en el álbum, pero a veces caímos en la trampa del exceso de arreglos. Ya sabes, con los años las canciones cambian y algunas probablemente evolucionaron demasiado. Puedes meterte tanto en algo que se te olvida cómo era la canción originalmente. A nivel personal, para mí fue frustrante que nos llevara tanto tiempo llegar a este punto. Por ejemplo, hace cinco años yo quería grabar estas cosas con ecos de cinta y guitarras múltiples. Ahora por fin lo hice, pero mientras tanto también lo hicieron otros! Eso es un poco decepcionante. Pero bueno, tengo que alejarme de la idea de que tocar música es una competencia. Solo tengo que seguir haciendo lo que creo que es interesante.
Brian May

Realmente habíamos madurado como banda y teníamos nuestro público antes de que la prensa se fijara en nosotros. Creo que eso de verdad nos dio un mejor comienzo porque estábamos mejor preparados. El álbum tomó años y años (dos en total) en la preparación, producción, grabación y luego tratando de conseguir que fuera lanzado.
Brian May

## Créditos
Créditos adaptados desde las notas del álbum.
Queen
- Freddie Mercury – voz principal (1-6, 8, 9), piano (4, 7, 9, 10), órgano Hammond (5), coros
- Brian May – guitarra, piano (2), coros
- Roger Taylor – batería, percusión, voz principal (7), coros
- John Deacon – bajo eléctrico

Personal técnico
- John Anthony – producción, coros (7)
- Roy Thomas Baker – producción
- Mike Stone – ingeniero de sonido
- Ted Sharpe – ingeniero de sonido
- David Hentschel – ingeniero de sonido
- Louis Austin – ingeniero de sonido
- John Harris – supervisor de equipo
- Douglas Puddifoot – fotografía, diseño de portada

## Posicionamiento
| Gráficas (1973)                | Pico de posición |
| ------------------------------ | ---------------- |
| Estados Unidos (Billboard 200) | 87               |

| Gráficas (1974)               | Pico de posición |
| ----------------------------- | ---------------- |
| Reino Unido (UK Albums Chart) | 47               |

| Gráficas (1975–76)            | Pico de posición |
| ----------------------------- | ---------------- |
| Reino Unido (UK Albums Chart) | 24               |
| Australia (Kent Music Report) | 77               |

## Nota
1. ↑  Más tarde, Queen contrataría a Cable para producir la técnica «Wall of Sound» en «Funny How Love Is» del álbum siguiente de la banda, Queen II (1974).[5]